# QI – Na vše máme odpověď
QI – Na vše máme odpověď nebo jen QI je televizní pořad podle formátu jeho britské verze QI (Quite Interesting). Pořad vytvořil Leoš Mareš, který ho zároveň moderuje, společně s Patrikem Hezuckým, který je pravidelný host pořadu. V pořadu se Leoš Mareš ptá hostů na zajímavé, často nepochopitelné otázky, na které sice nečeká správné odpovědi, ale hosté se snaží na otázky co nejvtipněji a nejzajímavěji reagovat, za což dostávají body. Body se jim strhávají, za odpověď, která je očividná a nezajímavá. Odpovědi jsou tedy úplně jiné, než byste čekali. Body stržené za špatnou odpověď se nazývají „pokuta“.
Show QI se vysílá každou středu, vždy kolem půl desáté večer, na TV stanici Prima.

## Hosté
V každém díle účinkují vždy tři hosté a jeden stálý host Patrik Hezucký.
4 účinkování
- Miloš Knor

3 účinkování
- Adela Banášová
- PhDr. Ivo Šmoldas

2 účinkování
- Jakub Kohák

1 účinkování
- Prof. MUDr. Cyril Höschl
- Matěj Ruppert
- Zbigniew Czendlik
- Petr Vydra
- Diana Kobzanová
- Sandra Pogodová

## Epizody
Všechna témata dílů první řady začínají na písmeno A, přičemž v dalších řadách se začáteční písmeno mělo měnit. Premiéry dílů vysílal každý týden ve středu hlavní kanál TV Prima. Následující sobotu odpoledne odvysílal kanál Prima Cool ještě prodlouženou verzi pod názvem QI XL. Úvodní díl celé show měl ještě mimořádné reprízy QI XL v pondělí na Prima Love.
| Č. v seriálu | Č. v řadě | Téma             | Hosté                                              | Vítěz                          | Premiéra       | Premiéra QI XL | Sledovanost v mil. |
| ------------ | --------- | ---------------- | -------------------------------------------------- | ------------------------------ | -------------- | -------------- | ------------------ |
| 1            | 1         | Auto             | Adela Banášová Miloš Knor Prof. MUDr. Cyril Höschl | Prof. MUDr. Cyril Höschl       | 14. srpna 2013 | 17. srpna 2013 | 0,384              |
| 2            | 2         | Apokalypsa       | Adela Banášová Matěj Ruppert Zbigniew Czendlik     | Adela Banášová                 | 21. srpna 2013 | 24. srpna 2013 | 0,395              |
| 3            | 3         | Absurdita        | PhDr. Ivo Šmoldas Petr Vydra Miloš Knor            | PhDr. Ivo Šmoldas              | 28. srpna 2013 | 31. srpna 2013 | 0,303              |
| 4            | 4         | Astronomie       | Diana Kobzanová Jakub Kohák PhDr. Ivo Šmoldas      | PhDr. Ivo Šmoldas              | 4. září 2013   | 7. září 2013   | 0,320              |
| 5            | 5         | Afrodisiaka      | Sandra Pogodová Jakub Kohák Miloš Knor             | Jakub Kohák                    | 11. září 2013  | 14. září 2013  | 0,324              |
| 6            | 6         | Aero             | Adela Banášová Miloš Knor PhDr. Ivo Šmoldas        | Miloš Knor                     | 18. září 2013  | 21. září 2013  | 0,305              |
| 7            | 7         | Afrika           | Bohumil Klepl Iva Pazderková PhDr. Ivo Šmoldas     | Iva Pazderková                 | 25. září 2013  | 28. září 2013  | 0,380              |
| 8            | 8         | Atletika         | Adela Banášová Ondřej Hejma Jakub Kohák            | Adela Banášová                 | 2. října 2013  | 5. října 2013  | 0,334              |
| 9            | 9         | Amerika          | Dominik Heřman Lev Petr Vydra Aleš Háma            | Dominik Heřman Lev             | 9. října 2013  | 12. října 2013 | 0,353              |
| 10           | 10        | Alkohol          | Edita Urbaníková Zbigniew Czendlik Ondřej Hejma    | Ondřej Hejma                   | 16. října 2013 | 19. října 2013 | 0,298              |
| 11           | 11        | Adam             | Edita Urbaníková Miloš Knor Marcel Šůcha           | Miloš Knor                     | 23. října 2013 | 26. října 2013 | 0,298              |
| 12           | 12        | Apetit (speciál) | Alice Bendová Bohumil Klepl Jakub Kohák            | Alice Bendová a Patrik Hezucký | 5. října 2013  | –              | 0,214              |